# تيم ماكدونالد
تيم ماكدونالد (7 سبتمبر 1980 في أستراليا - ) (بالإنجليزية: Tim MacDonald)‏ هو لاعب كريكت أسترالي. لعب مع فريق تسمانيا للكريكت.

## وصلات خارجية
- تيم ماكدونالد على موقع إي آس بي آن كريك إنفو (الإنجليزية)